# Герберт Херви, 5-й маркиз Бристоль
Герберт Артур Роберт Херви, 5-й маркиз Бристоль (англ. Herbert Arthur Robert Hervey, 5th Marquess of Bristol; 10 октября 1870 — 5 апреля 1960) — британский пэр и политик, именовавшийся лордом Гербертом Херви с 1907 по 1951 год.

## Ранняя жизнь
Родился 10 октября 1870 года в Икворт-хаусе, в окрестностях Бери-Сент-Эдмундс в Саффолке . Пятый сын лорда Огастеса Генри Чарльза Херви (1837—1875), члена Палаты общин от Вест-Саффолка, и Марианны, урожденной Ходнетт (? — 1920). Лорд Огастес Херви был младшим братом Фредерика Уильяма Джона Херви, 3-го маркиза Бристоля, и младшим сыном Фредерика Уильяма Херви, 2-го маркиза Бристоля. Герберт Херви получил образование в Клифтон-колледже.

## Политическая карьера
В 1892 году Герберт Херви поступил на дипломатическую службу Его Величества, став консулом в Чили в 1892 году на три года. В течение года он служил временным поверенным в делах в Монтевидео и Гватемале, а с 1907 по 1909 год был консулом в Абиссинии. Он числился торговым атташе в 1913 году, но был повышен до статуса чрезвычайного посланника и полномочного министра в Колумбии в 1919—1923 годах и Перу и Эквадоре в 1923—1928 годах, выйдя в отставку в 1929 году. Он был награжден Большим крестом ордена Солнца правительством Перу.
24 октября 1951 года после смерти своего старшего брата Фредерика Уильяма Фейна Херви, 4-го маркиза Бристоля (1863—1951), не оставившего после себя наследником мужского пола, Герберт Херви унаследовал титулы 5-го маркиза Бристоля, 4-го графа Джермина из Хорнингшита, 5-го графа Бристоля и 9-го барона Херви из Икворта.

## Браки

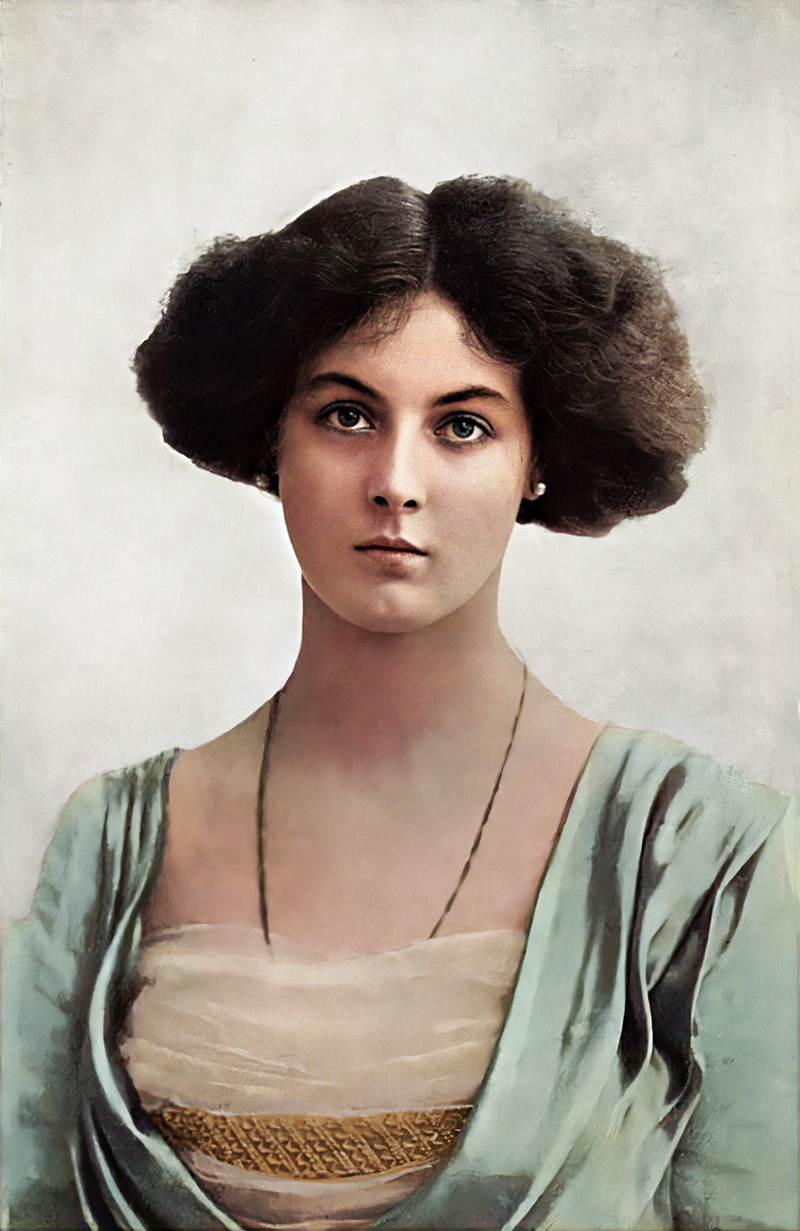
леди Джин Элис Элейн Кокрейн, первая супруга 5-го маркиза Бристоля

Маркиз Бристоль был дважды женат. 19 октября 1914 года (разведён в 1933 году), он женился первым браком на леди Джин Элис Элейн Кокрейн (1887 — 5 января 1955), дочери Дугласа Кокрейна, 12-го графа Дандональда (1852—1935), и Уинифред Бэмфорд-Хескет (? — 1924). У супругов был один сын:
- Виктор Фредерик Кокрейн Херви, 6-й барон Бристоль (6 октября 1915 — 10 марта 1985), наследник отца[4].

15 декабря 1952 года маркиз Бристоль женился вторым браком на Доре Фрэнсис Эмблин (? — 27 марта 1953 года), единственной дочери Джорджа Маршалла и вдове дона Педро де Зулуэта (? — 1942).